# 矢原洋一
矢原 洋一（やはら よういち、1976年9月27日 - ）は日本中央競馬会所属、美浦トレーニングセンター所属の元騎手、調教助手。茨城県出身。

## 来歴
美浦トレーニングセンターの厩務員、矢原孝一の長男として生まれる。少年時代はサッカーに夢中だったが父の影響で乗馬を始め、騎手の道を選んだ。1995年に競馬学校を卒業し、大和田稔厩舎の所属騎手となる。同期に青木芳之、石山繁、金折知則、西田雄一郎、西谷誠、野元昭嘉、山本康志がいる。
デビュー前のインタビューでは岡部幸雄を目標として挙げ、「追えるジョッキーになりたい」との抱負を語った。初騎乗は1995年3月4日、中山競馬第1競走のアイランドロッコー（16頭立て13着）。
初勝利は1995年5月28日、東京競馬第2競走のオンワードバーク。1996年10月20日、東京第2競走にてのちの皐月賞2着馬であるシルクライトニングに騎乗、1着となる。その後2戦するが勝利に恵まれず、同馬は安田富男に乗り替わりとなる。
障害競走を中心に騎乗するも成績が伸び悩み2001年5月4日、東京第5競走（騎乗馬はメジロブレット）を最後に長く未勝利期間が続いていた。2006年1月23日、中山第4競走でモエレタマモクロスに騎乗し4年8か月ぶりの勝利を挙げ、スポーツ新聞や競馬雑誌でニュースとして取り上げられるほど話題となった。2016年に鈴木慶太に更新されるまで最長勝利間隔記録だった。
2009年12月31日をもって騎手を引退した。通算成績は979戦18勝（うち障害340戦5勝）。引退後は尾関知人厩舎で調教助手となった。

## 人物
人気の低い馬を障害競走にて完走させる技術に秀でていて、現在の障害トップジョッキーの西谷より落馬率が低かった。
大の甘党でデビュー年（1995年）の週刊Gallopのインタビューでは「チョコレートとクッキー」、2001年に行われたJRAのキャンペーン「Go! JRAJockey!」特設サイトでは「ドーナツ」を好物として挙げていた。
なお上記特設サイトによると趣味はパチンコ、特技はボウリング。かつて美浦トレーニングセンター所属騎手のサッカーチーム「Jスマイル」のメンバーだったことがあり、2002年5月27日に行われた東西騎手対抗サッカー大会にも出場している。
一部の熱狂的なファンからは「安全運転矢原」と呼ばれていて、勝利数の割には横断幕も出る程コアなファンが多かった。